# Segregação de gênero

A separação de sexo é comum em banheiros públicos e é frequentemente indicada por símbolos de gênero nas portas dos banheiros.

Segregação ou separação de gênero ou sexo é a separação física, legal ou cultural de pessoas de acordo com seu sexo biológico ou gênero em qualquer idade. A segregação sexual pode referir-se simplesmente à separação física e espacial por sexo, sem qualquer conotação de discriminação ilegal. Noutras circunstâncias, a segregação sexual pode ser controversa. Dependendo das circunstâncias, pode constituir uma violação das capacidades e dos direitos humanos e pode criar ineficiências econômicas; por outro lado, alguns defensores argumentam que é central para certas leis religiosas e histórias e tradições sociais e culturais.
O termo “sexual” em “segregação sexual” refere-se às distinções biológicas entre homens e mulheres, usado em contraste com “gênero”. O termo "segregação" refere-se à separação dos sexos, que pode ser imposta por regras, leis e políticas, ou ser um resultado de facto em que as pessoas são separadas por sexo. Mesmo como resultado de facto, a segregação sexual considerada como um todo pode ser causada por pressões sociais, práticas históricas, preferências socializadas e “diferenças biológicas fundamentais”. A segregação sexual pode referir-se à separação física e espacial literal por sexo. O termo também é utilizado para a exclusão de um sexo da participação numa ocupação, instituição ou grupo. A segregação sexual pode ser completa ou parcial, como quando membros de um sexo predominam dentro de um grupo ou organização, mas não constituem exclusivamente.
O termo apartheid de género (ou apartheid sexual) também tem sido aplicado à segregação de pessoas por género, implicando que se trata de discriminação sexual . Se a segregação sexual é uma forma de discriminação sexual, os seus efeitos têm consequências importantes para a igualdade e equidade de género.